# Naughty (альбом Чаки Хан)
| Оценки критиков      | Оценки критиков |
| Источник             | Оценка          |
| -------------------- | --------------- |
| AllMusic             | [ 1 ]           |
| Consumer Guide Album | B+              |

Naughty — второй сольный студийный альбом американской певицы Чаки Хан, выпущенный 26 марта 1980 года на лейбле Warner Bros. Records. Продюсером альбома выступил Ариф Мардин.
По мнению Rolling Stone, входит в список восьмидесяти лучших альбомов 1980 года.

## Список композиций
| №  | Название                        | Автор(ы)                                                   | Длительность |
| -- | ------------------------------- | ---------------------------------------------------------- | ------------ |
| 1. | «Clouds»                        | Николас Эшфорд, Валери Симпсон                             | 4:28         |
| 2. | «Get Ready, Get Set»            | Кэти Андерсон, Эллисон Чейз, Билл Хэберман, Арт Джейкобсон | 3:42         |
| 3. | «Move Me No Mountain»           | Джерри Раговой, Аарон Шрёдер                               | 4:14         |
| 4. | «Nothing’s Gonna Take You Away» | Дебора Эш, Билл Кинг                                       | 3:42         |
| 5. | «So Naughty»                    | Чарльз Флейшер, Майкл Магрэйдж                             | 3:56         |

| №  | Название                          | Автор(ы)                              | Длительность |
| -- | --------------------------------- | ------------------------------------- | ------------ |
| 1. | «Too Much Love»                   | Дэн Грир, Эндрю Костнер, Джефф Уилсон | 3:53         |
| 2. | «All Night’s All Right»           | Дин Паркс                             | 4:26         |
| 3. | «What You Did»                    | Чака Хан, Марк Стивенс                | 3:58         |
| 4. | «Papillon (a.k.a. Hot Butterfly)» | Грегг Даймонд                         | 4:08         |
| 5. | «Our Love’s in Danger»            | Николас Эшфорд, Валери Симпсон        | 3:36         |

## Чарты
| Чарт (1980)                            | Высшая позиция |
| -------------------------------------- | -------------- |
| США (Billboard 200)                    | 43             |
| США (Billboard Top R&B/Hip-Hop Albums) | 6              |